# Collegio uninominale Friuli-Venezia Giulia - 01 (Camera dei deputati 2020)
Il collegio elettorale uninominale Friuli-Venezia Giulia - 01 è un collegio elettorale uninominale della Repubblica Italiana per l'elezione della Camera dei deputati.

## Territorio
Come previsto dalla legge n. 51 del 27 maggio 2019, il collegio è stato definito tramite decreto legislativo all'interno della circoscrizione Friuli-Venezia Giulia.
È formato dal territorio dell'intera ex-provincia di Pordenone (50 comuni) e da 37 comuni della ex-provincia di Udine: Amaro, Ampezzo, Arta Terme, Cavazzo Carnico, Cercivento, Chiusaforte, Comeglians, Dogna, Enemonzo, Forni Avoltri, Forni di Sopra, Forni di Sotto, Lauco, Malborghetto Valbruna, Moggio Udinese, Ovaro, Paluzza, Paularo, Pontebba, Prato Carnico, Preone, Ravascletto, Raveo, Resia, Resiutta, Rigolato, Sappada, Sauris, Socchieve, Sutrio, Tarvisio, Tolmezzo, Treppo Ligosullo, Venzone, Verzegnis, Villa Santina e Zuglio 
Il collegio è parte del collegio plurinominale Friuli-Venezia Giulia - 01.

## Eletti
| Elezione | Elezione | Deputato    | Partito |
| -------- | -------- | ----------- | ------- |
|          | 2022     | Vannia Gava | Lega    |

## Dati elettorali

### XIX legislatura
Come previsto dalla legge elettorale, 147 deputati sono eletti con sistema a maggioranza relativa in altrettanti collegi uninominali a turno unico.
| Candidati                                 | Candidati             | Voti    | %     | Liste                                 | Voti    | %     |
| ----------------------------------------- | --------------------- | ------- | ----- | ------------------------------------- | ------- | ----- |
|                                           | Vannia Gava ✔️ Eletto | 97 828  | 55,01 | Fratelli d'Italia                     | 61 293  | 34,46 |
| Lega per Salvini Premier                  | Vannia Gava ✔️ Eletto | 97 828  | 55,01 | 22 175                                | 12,47   |       |
| Forza Italia                              | Vannia Gava ✔️ Eletto | 97 828  | 55,01 | 12 831                                | 7,21    |       |
| Noi moderati/Lupi - Toti - Brugnaro - UDC | Vannia Gava ✔️ Eletto | 97 828  | 55,01 | 1 529                                 | 0,86    |       |
|                                           | Gloria Favret         | 39 363  | 22,13 | Partito Democratico-IDP               | 28 343  | 15,94 |
| +Europa                                   | Gloria Favret         | 39 363  | 22,13 | 5 411                                 | 3,04    |       |
| Alleanza Verdi e Sinistra                 | Gloria Favret         | 39 363  | 22,13 | 5 020                                 | 2,82    |       |
| Impegno Civico - Centro Democratico       | Gloria Favret         | 39 363  | 22,13 | 589                                   | 0,33    |       |
|                                           | Teresa Tassan Viol    | 16 356  | 9,20  | Azione - Italia Viva - Calenda        | 16 356  | 9,20  |
|                                           | Luca Sut              | 11 164  | 6,28  | Movimento 5 Stelle                    | 11 164  | 6,28  |
|                                           | Ester Dilda           | 5 199   | 2,92  | Italexit                              | 5 199   | 2,92  |
|                                           | Giuseppe Guerra       | 2 605   | 1,46  | Italia Sovrana e Popolare             | 2 605   | 1,46  |
|                                           | Ambra Federigo        | 2 561   | 1,44  | Vita                                  | 2 561   | 1,44  |
|                                           | Gian Luigi Bettioli   | 1 892   | 1,06  | Unione Popolare                       | 1 892   | 1,06  |
|                                           | Vladimiro Campello    | 706     | 0,40  | Alternativa per l'Italia (PdF - Exit) | 706     | 0,40  |
|                                           | Cinzia Braulinese     | 172     | 0,10  | Noi di Centro – Europeisti            | 172     | 0,10  |
| Totale                                    | Totale                | 177 846 | 100   |                                       | 177 846 | 100   |
|                                           |                       |         |       |                                       |         |       |
| Schede bianche                            | Schede bianche        | 2 885   | 1,54  |                                       |         |       |
| Schede nulle                              | Schede nulle          | 6 202   | 3,32  |                                       |         |       |
| Votanti                                   | Votanti               | 186 933 | 67,68 |                                       |         |       |
| Elettori                                  | Elettori              | 276 220 |       |                                       |         |       |